# Karja kyrka
Karja kyrka (på estniska Karja kirik) är en stenkyrka som ligger i byn Linnaka, Leisi kommun på ön Ösel i Estland.

## Kyrkobyggnaden
Kyrkans ursprung är inte så känt, men troligen uppfördes den vid slutet av 1200-talet eller början av 1300-talet. Kyrkan har en stomme av sten och består av ett långhus med smalare kor i öster. Norr om koret finns en vidbyggd sakristia.
Kyrkorummets långhusdel är indelat i två travéer med varsitt kryssvalv. Även koret täcks av ett kryssvalv. De höga valven ger kyrkorummet nästan dubbla höjden jämfört med väggarna.
Ovanför sakristian finns ett rum med öppen spis, vilket är ett ovanligt inslag i en kyrka. Bevis finns för att kyrkan från början inte bara var plats för tillbedjan, utan även kunde fungera som fristad vid fara eller krig.
Kyrkan är känd för sina omsorgsfullt huggna stenskulpturer. I kyrkorummet finns ett flertal välbevarade medeltida väggmålningar med symboler av förkristet ursprung.

## Inventarier
- En dopfunt av sten är från 1300-talet.
- Ett litet altarkrucifix är från senare delen av 1400-talet.
- Predikstolen i renässansstil är tillverkad 1638 av Balthasar Raschky.